# Honghuatao (köpinghuvudort i Kina, Hubei Sheng, lat 30,51, long 111,40)
Honghuatao är en köpinghuvudort i Kina. Den ligger i provinsen Hubei, i den centrala delen av landet, omkring 280 kilometer väster om provinshuvudstaden Wuhan. Antalet invånare är 27 053. Befolkningen består av 14 149 kvinnor och 12 904 män. Barn under 15 år utgör 9,0 %, vuxna 15-64 år 78 %, och äldre över 65 år 12,0 %.
Runt Honghuatao är det tätbefolkat, med 266 invånare per kvadratkilometer. Närmaste större samhälle är Anfusi, 17,5 km öster om Honghuatao. Trakten runt Honghuatao består huvudsakligen av våtmarker.
Genomsnittlig årsnederbörd är 1 411 millimeter. Den regnigaste månaden är maj, med i genomsnitt 211 mm nederbörd, och den torraste är december, med 16 mm nederbörd.